# La Chanson de mon cœur
Pour plus de détails, voir Fiche technique et Distribution.
La Chanson de mon cœur (titre original : Song o' My Heart) est un film musical américain, réalisé par Frank Borzage, sorti en 1930.

## Synopsis
Un ténor de talent a arrêté sa carrière des années auparavant lorsque la femme qu'il aimait a été obligée d'épouser un homme riche. Il revient en Irlande et trouve le bonheur en aidant les enfants de cette femme après que leur père les a abandonnés.

## Fiche technique
- Titre français : La Chanson de mon cœur
- Titre original : Song o' My Heart
- Réalisation : Frank Borzage
- Scénario : Sonya Levien
- Photographie : Chester Lyons, Al Brick
- Montage : Margaret V. Clancey
- Direction artistique : Harry Oliver
- Costumes : Sophie Wachner
- Son : George P. Costello
- Musique : Peter Brunelli, George Lipschultz (non crédités)
- Chansons : 
  - "I Feel You Near Me" et "Song O' My Heart" : paroles de Joseph McCarthy, musique de James F. Hanley
  - "I Hear You Calling Me", paroles et musique de Harold Herford et Charles Marshall
  - "A Pair of Blue Eyes", paroles et musique de William Kernell
  - "Paddy, Me Lad", paroles et musique de Albert Hay Malotte
  - "The Rose of Tralee", "Just for a Day", "Kitty My Love", "A Fairy Story by the Fireside", paroles de Charles Glover, musique de C. Mordaunt Spencer
  - "Then You'll Remember Me", paroles de Alfred Bunn, musique de Michael Balfe
  - "Little Boy Blue", paroles de Eugene Field, musique de Ethelbert Woodbridge Nevin
  - "Luoughi sereni e cari", paroles et musique de Stefano Donaudy
  - "Ireland, Mother Ireland", air traditionnel irlandais
- Direction musicale : George Lipschultz
- Producteur : William Fox
- Société de production : Fox Film Corporation
- Société de distribution : Fox Film Corporation
- Pays de production :  États-Unis
- Langue : anglais
- Format : Noir et blanc - 70 mm - 1,20:1 -  Son Movietone
- Genre : film musical
- Durée : 85 minutes
- Date de sortie : 
  - États-Unis : 11 mars 1930 (Premières à New-York et Los Angeles)

## Distribution
- John McCormack : Sean O'Carolan
- Alice Joyce : Mary O'Brien
- Maureen O'Sullivan : Eileen O'Brien
- Tom Clifford : Tad O'Brien
- J. M. Kerrigan : Peter Conlon
- John Garrick : Fergus O'Donnell
- Edwin Schneider : Vincent Glennon
- J. Farrell MacDonald : Joe Rafferty
- Effie Ellsler : Mona
- Emily Fitzroy : Elizabeth
- Andrés de Segurola : Guido
- Edward Martindel : Fullerton
- Lillian Elliott (non créditée) : une femme irlandaise